# 2015年改正危険薬物法
ジャマイカの2015年改正危険薬物法 (英: Dangerous Drugs Amendment Act 2015) は、大麻規制を緩和する法律で、ジャマイカ法務省により2015年4月15日から施行された。俗にガンジャ法 (Ganja Law) とも呼ばれる。
医療、あるいはラスタファリの信仰の自由の上でのガンジャの使用は全面的に許可され、それ以外の目的での所持も2オンス（約56グラム）以下であれば、交通違反における反則金のような扱いの罰金となる。ガンジャとはインド大麻を特別に栽培したものである。法令文では大麻を指している。
医療目的でガンジャを所持することが許可され、がんや終末期の病気、重篤な慢性疾患においてはガンジャに由来する医薬品を輸入することも可能である。ラスタファリ信仰のための宗教的な目的での使用も許可される。そのほか、許可を得れば科学研究目的での大麻栽培も認められる。
以上に該当しない2オンス以下のガンジャの所持も、逮捕されることはなく、裁判所に行く必要もないし、いわゆる前科がつくこともない。ただし、警察官は500ジャマイカドル以下の反則金を収めることを命ずることができる。2オンス以上の所持は刑事罰の対象となる。公共空間での大麻吸引も、タバコの喫煙と同じように禁止されており、上記反則金の対象である。また、罰金の対象となる大麻吸引者が18歳未満であるか大麻中毒者であると警察が認めるときは、反則金の支払い命令のほか、 National Council on Drug Abuse に付託することができる。
反則金の納付が命令されながらも、これを納付期間内に納付しなかった場合は、簡易裁判所 (Petty Sessions Court) への出廷が必要で、社会奉仕活動が命じられる。これもできないときは2000ジャマイカドルの罰金となる。納付しなかった罪は前科が付く。
ラスタファリは、ジャマイカを抑圧の地バビロンとみなしユートピアをつくる思想である。ギリシャ語の『新約聖書』にあるキリスト再来を信仰しており、『旧約聖書』に基づく食と健康についての戒律を守り、『聖書』はエチオピアのアムハラ語の原典が翻訳によって改悪され奴隷所有の考えが強化されており、キリスト教を悪魔の化身である教皇の宗教とみなしている。「黒人と白人の抑圧者に死を」という意味のナイヤビンキを定期的に開催し、祈り、ガンジャを吸引し、ガンジャの所持を理由にジャマイカの警察と衝突してきた歴史がある。